# Rheinisches Landesmuseum Trier
Muzeul Renan din Trier (cu denumirea oficială în germană Rheinisches Landesmuseum Trier) este unul dintre cele mai importante muzee arheologice din Germania. Colecțiile sale variază de la preistorie până la perioada barocă, trecând prin ocupația romană și Evul Mediu, dar mai ales trecutul roman al celui mai vechi oraș din Germania (Augusta Treverorum) este în centrul atenției acestei instituții.

## Istorie și misiuni

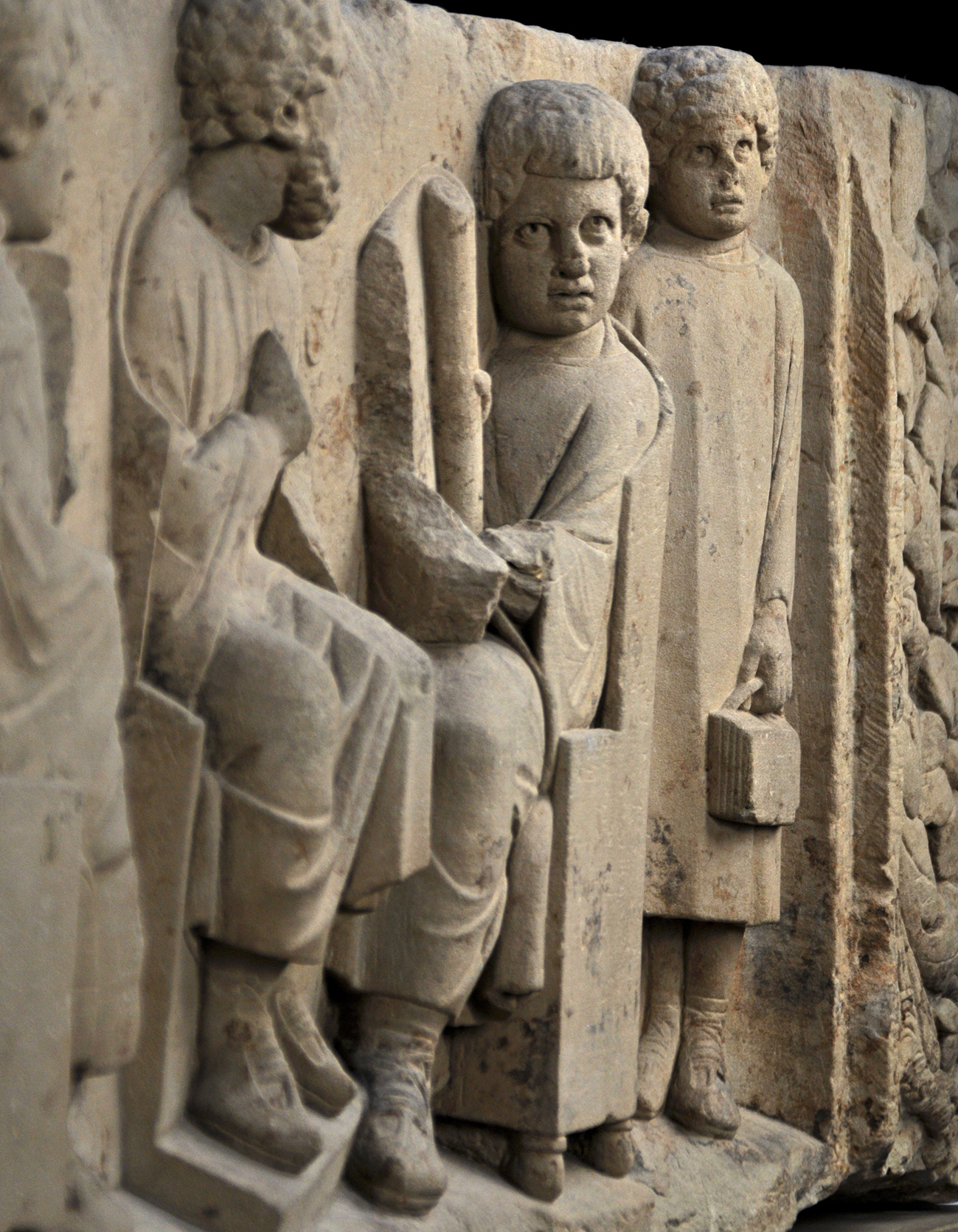
Basorelief reprezentând o scenă școlară.

Muzeul a fost fondat în 1877 sub numele de „Muzeul Provincial al Renaniei Prusace”, în același timp cu „Muzeul Renaniei din Bonn”; mai târziu a fost redenumit „Asociația Provincială a Renaniei”. În 1946, muzeul a fost transferat în custodia landului Renania-Palatinat. De la 1 martie 2008, acesta face parte din Departamentul Patrimoniului Cultural din Renania-Palatinat.
Clădirea actuală a muzeului a fost construită între 1885 și 1889. A fost parțial distrusă în timpul celui de-Al Doilea Război Mondial și reconstruită în anii 1950.
Principala misiune a muzeului este conservarea muzeografică, ceea ce explică de ce majoritatea colecțiilor sale provin din săpături arheologice. Cele peste 10.000 de vestigii identificate provin dintr-o zonă de peste 5.700 km², care, pe lângă conurbația Trier, include districtele învecinate Birkenfeld, Bernkastel-Wittlich, Eifel-Bitburg-Prüm, Trier-Saarburg și Eifel vulcanic. Două reviste științifice și o colecție de monografii (Schriftenreihe des Rheinischen Landesmuseums Trier) sunt dedicate rezultatelor săpăturilor arheologice.

## Expoziții
Cei 4.000 m² ai muzeului găzduiesc expoziții permanente dedicate preistoriei, epocii romane, Evului Mediu și Renașterii. Muzeul este unic datorită rămășițelor coloniei romane din Trier, care a fost inițial un palat imperial în Antichitatea târzie și unul dintre cele mai importante locuri din Imperiul Roman.
În 2009 și din nou în 2011, muzeul a fost reorganizat, iar acum oferă un tur ghidat prin istoria orașului Trier și a regiunii înconjurătoare, începând cu primii oameni, în urmă cu peste 200.000 de ani. Unelte de piatră, relicve din epoca bronzului și morminte princiare celtice îi duc pe vizitatori într-un trecut îndepărtat.
Printre vestigiile din epoca romană se numără pilonii de fundație ai podului roman de la Trier, a căror examinare dendrocronologică ne-a permis să certificăm că Augusta Treverorum a fost într-adevăr prima colonie romană din Germania, datând din 18-17 î.Hr. Poziția sa strategică și economică favorabilă i-a asigurat o prosperitate rapidă. Printre dovezile acestei perioade înfloritoare se numără cea mai mare colecție de mozaicuri de la nord de Alpi, relicve ale vieții de zi cu zi din epoca romană și stelae funerare monumentale, inclusiv faimosul pinardier de la Neumagen și „basorelieful școlarilor”.
Rămășițele descoperite în gropile de gunoi din timpul Marilor Invazii arată tranziția rapidă a orașului către epoca medievală, în timp ce vitraliile vechi din Catedrala din Trier reflectă importanța comunităților ecleziastice și a canoanelor. Turul istoric se încheie cu fastul ultimilor prinți electori.

## Colecții

### Preistorie

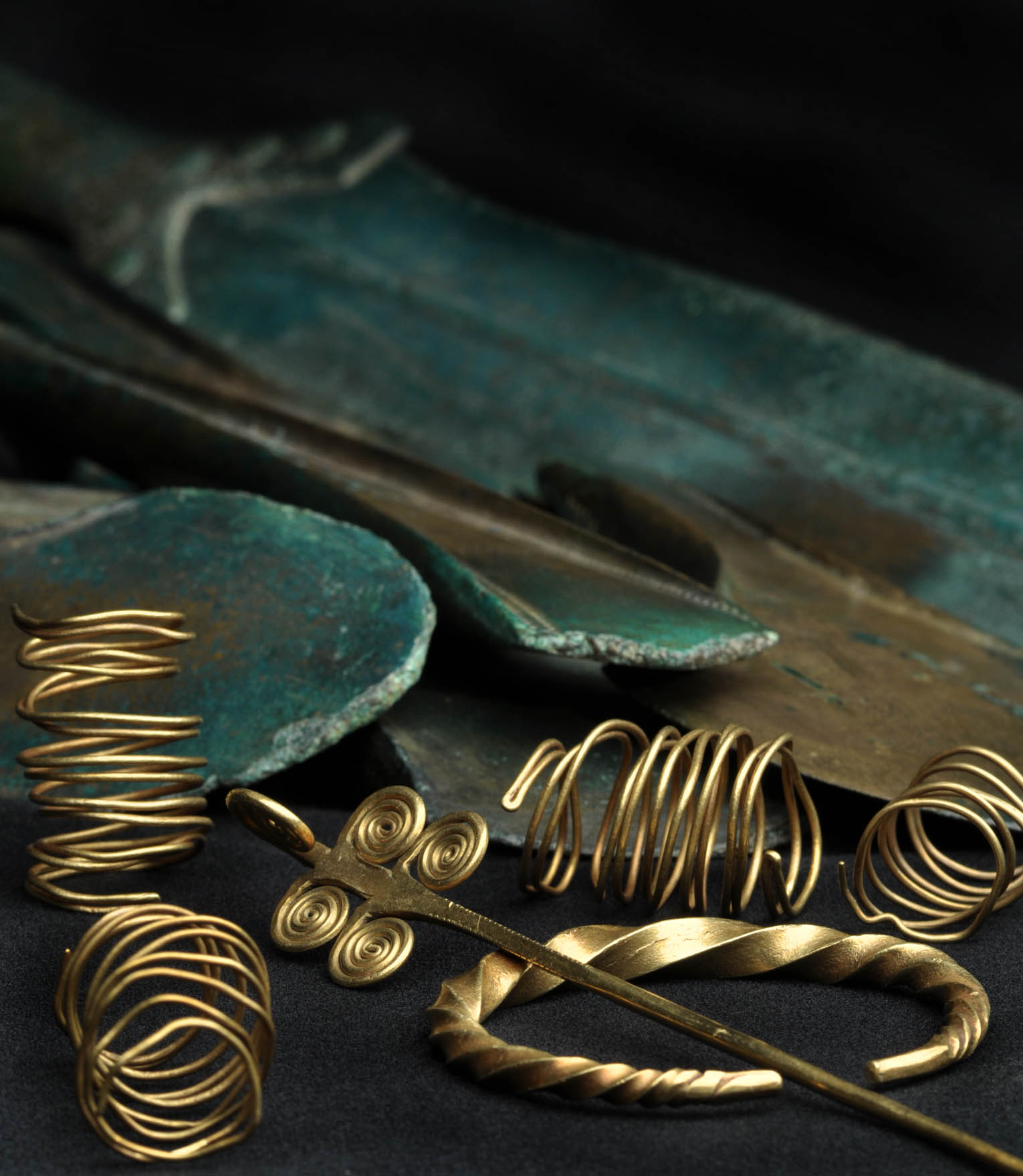
Tezaurul din Trassem, Epoca Bronzului.

#### Tezaurul de la Trassem
Este o relicvă remarcabilă din Epoca Bronzului: constă într-o brățară și un ac de aur, brățări spiralate de aur de la o sabie și o lamă a unui topor de bronz, ascunsă între dărâmături, datând de aproximativ 3600 de ani.
Se crede că acestea sunt fie ofrande pentru zei, fie artefacte psihopompe. Deoarece descoperirile de ustensile metalice din epoca bronzului sunt rare în această regiune, această comoară este o mărturie prețioasă a culturii materiale din această parte a Europei.

### Perioada romană
Colecția de monede a muzeului este una dintre cele mai mari din Germania. Punctul culminant al acestei colecții este Tezaurul roman de la Trier, descoperit la 9 septembrie 1993 în timpul săpăturilor pentru construirea unei parcări subterane, nu departe de podul roman. Acesta conține 2.558 de monede romane de aur, un record până în prezent.

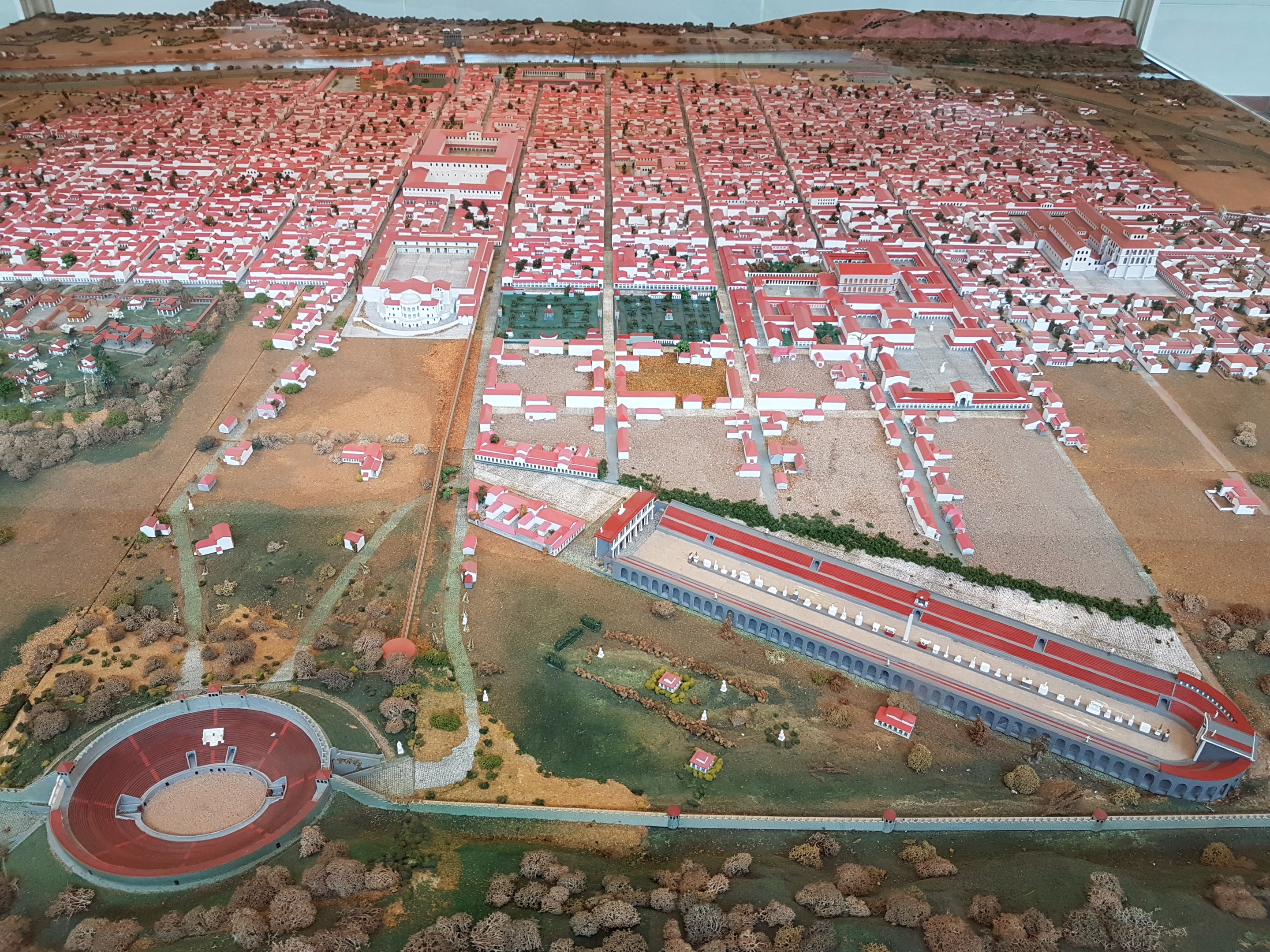
Machetă a orașului Augusta Treverorum
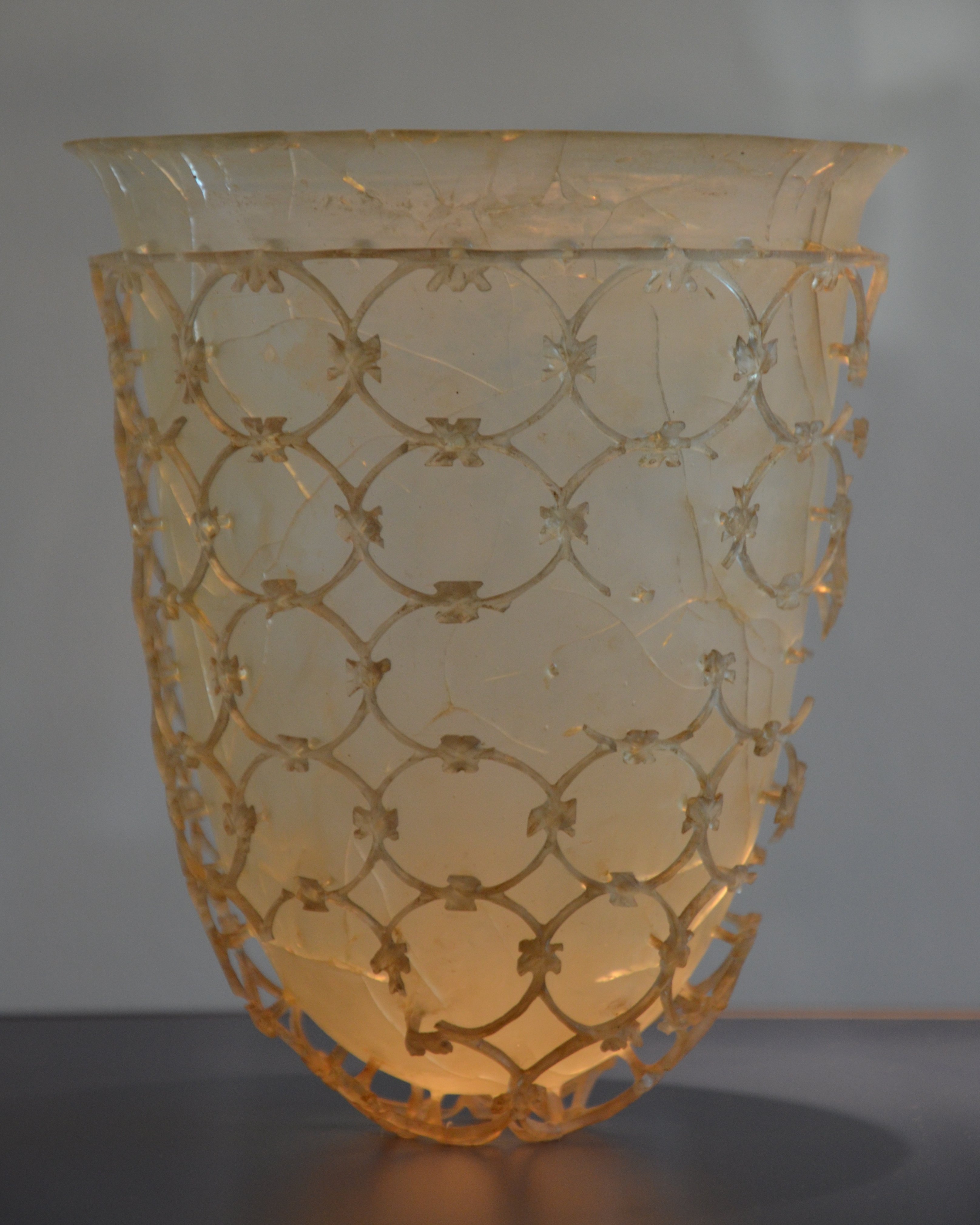
Cupă reticulată
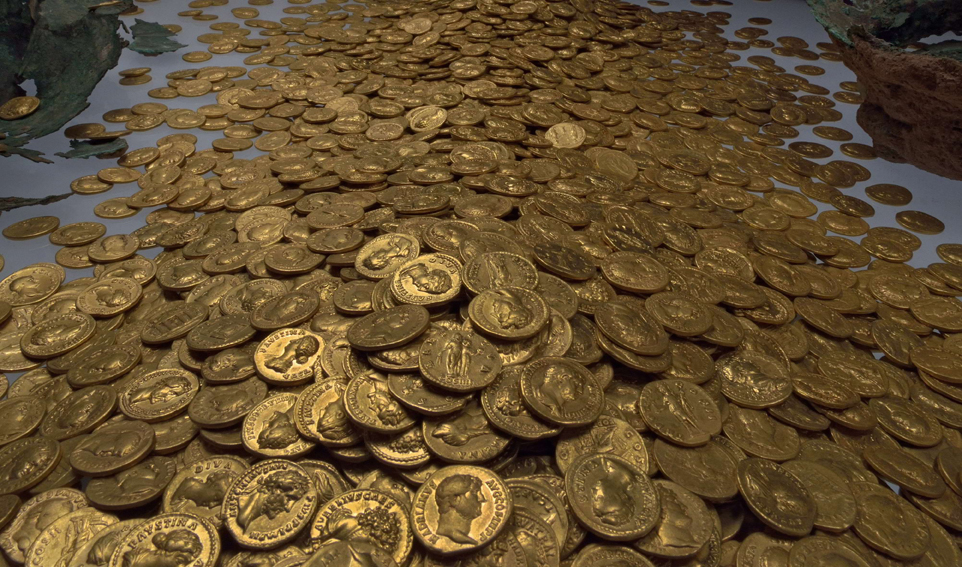
Tezaurul monetar de la Trier

#### Pinardierul de la Neumagen

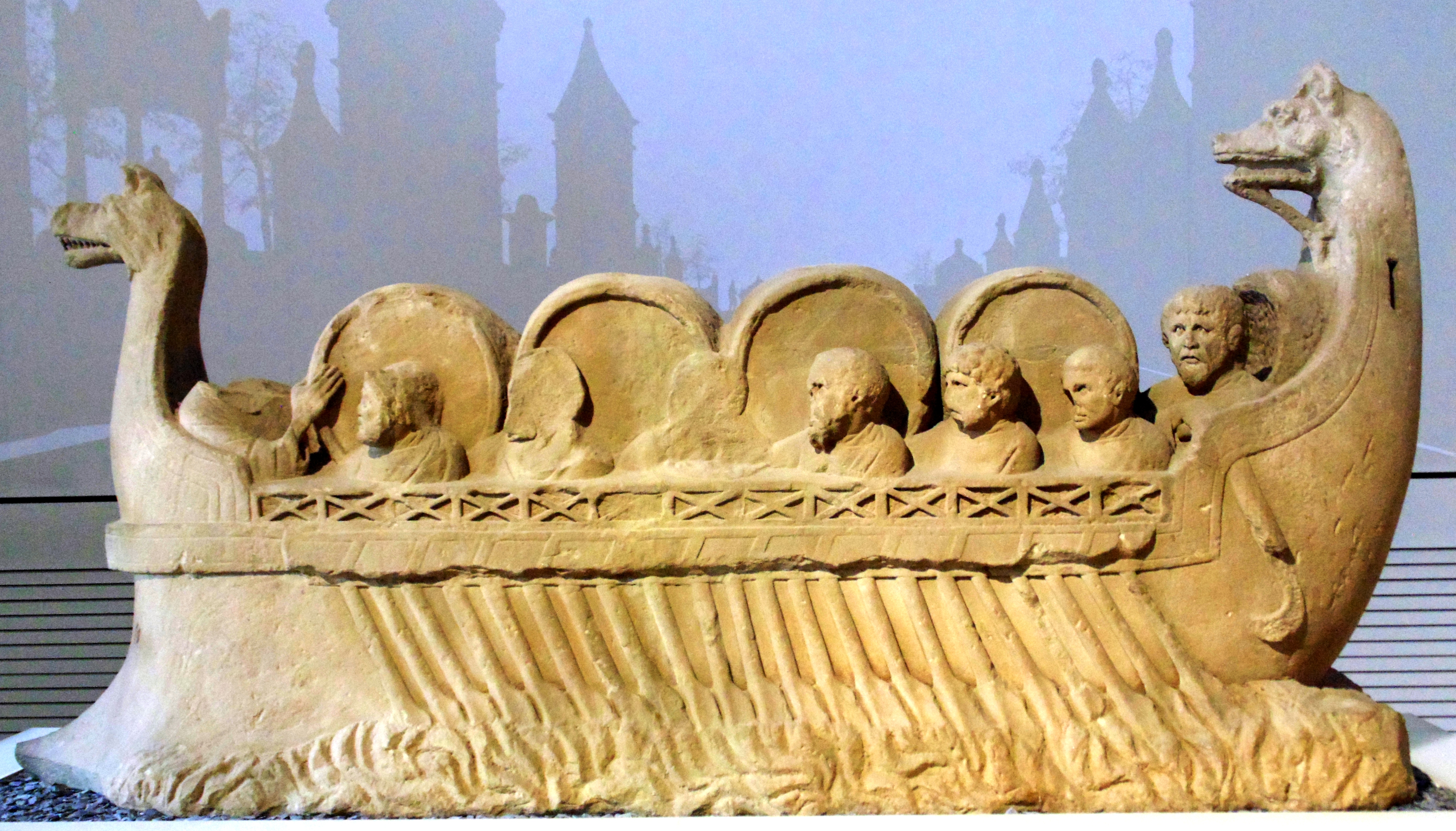
« Pinardierul de la Neumagen ».

Pinardierul de la Neumagen este o sculptură care împodobea piatra de mormânt a unui negustor roman în anul 220 d.Hr.
A fost dezgropată în 1878 la Neumagen-Dhron, unde fusese reutilizată pentru fundațiile unui fort la începutul Marii Invazii. Reprezintă un vas-cisternă folosit pentru transportul vinului în vrac. Sculptura este considerată un simbol al prosperității comerțului cu vin în valea Moselei.

#### Mozaicuri
Muzeul Renan de la Trier posedă o serie de mozaicuri magnifice, majoritatea complete, cum ar fi cel al vizitiului Polydus și al cvadrigei sale, cu trofeul de învingător: numele calului său campion, Compressor, a fost imortalizat pe acest mozaic din secolul al II-lea, care împodobea o casă demolată în secolul al IV-lea pentru a face loc construcției Termelor Imperiale.

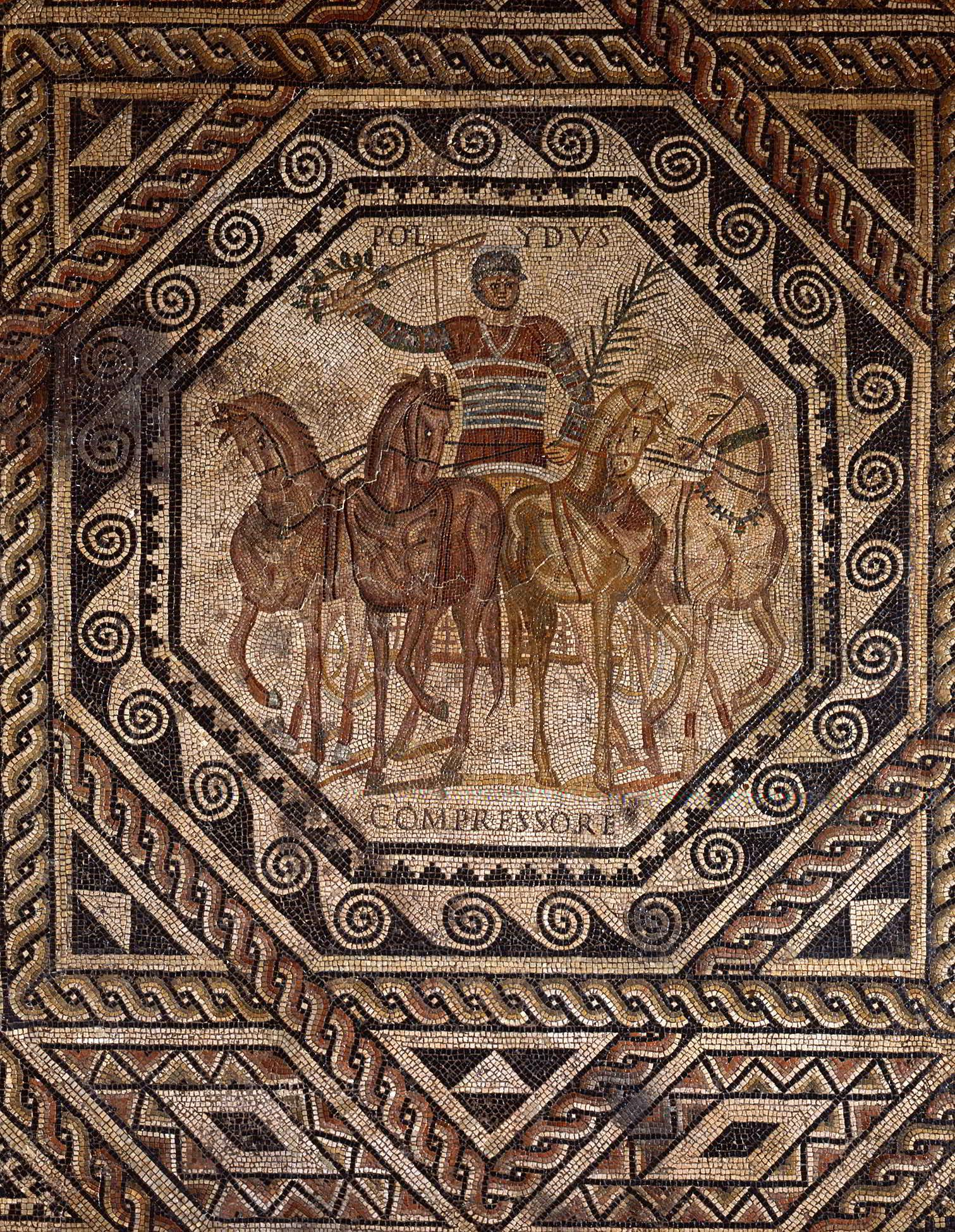
Mozaicul vizitiului Polydos
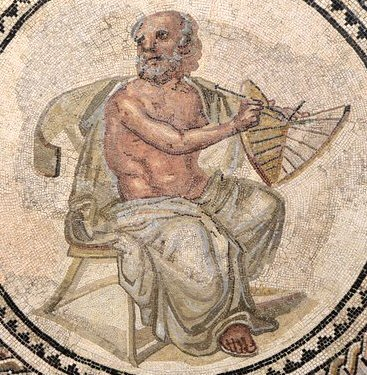
Mozaicul lui Anaximandru
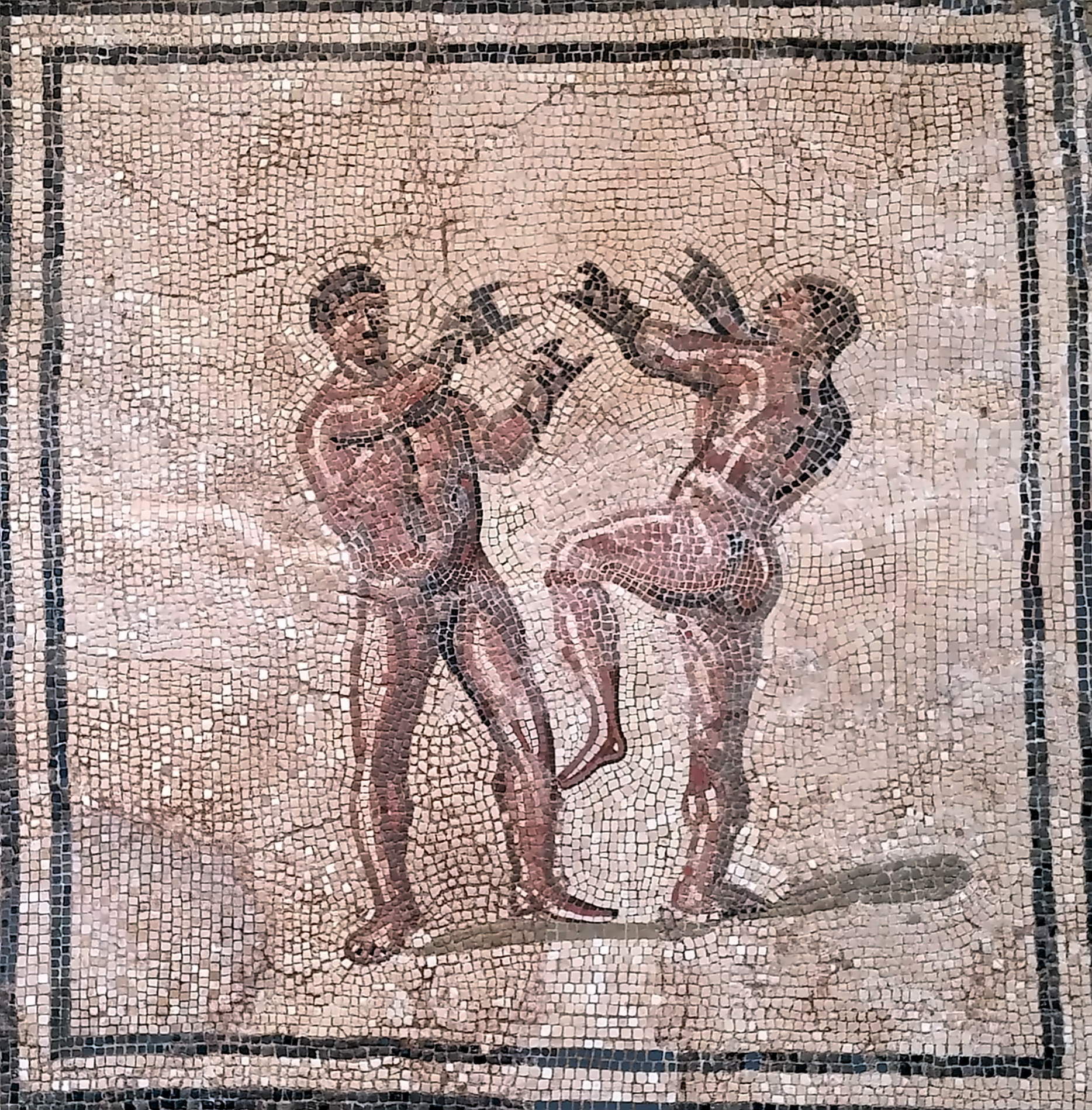
Mozaicul boxerilor

## Biblioteca muzeului
Biblioteca muzeului este dedicată arheologiei, istoriei artei, numismaticii și istoriei regionale. Aceasta conține peste 100.000 de volume.

### Studii despre colecțiile muzeului
- Wolfgang Binsfeld (1988), Katalog der römischen Steindenkmäler des Rheinischen Landesmuseums Trier. Corpus signorum Imperii Romani, Mayence: Zabern, ISBN 3-8053-0286-X.
- Antje Krug (1995), Römische Gemmen im Rheinischen Landesmuseum Trier., Trèves, ISBN 978-3-923319-32-9.
- Bernd Bienert (2007), Die römischen Bronzegefäße im Rheinischen Landesmuseum Trier., Trèves, ISBN 978-3-923319-69-5
- Karl-Josef Gilles (2013), Der römische Goldmünzschatz aus der Feldstraße in Trier (în germană), Trèves: Rheinisches Landesmuseum Trier, ISBN 978-3-923319-82-4.
- Karl-Josef Gilles (1996), Das Münzkabinett im Rheinischen Landesmuseum Trier. Ein Überblick zur trierischen Münzgeschichte. (în germană), Trèves: Rheinisches Landesmuseum, ISBN 978-3-923319-36-7.
- Karin Goethert (1997), Römische Lampen und Leuchter. Auswahlkatalog des Rheinischen Landesmuseums Trier, Trèves, ISBN 978-3-923319-38-1
- Peter Hoffmann (1999), Römische Mosaike im Rheinischen Landesmuseum Trier. Führer zur Dauerausstellung, Trèves, ISBN 3-923319-44-4
- Martina Minas-Nerpel (2003), Eine Ägypterin in Trier. Die ägyptische Mumie und der Sarg im Rheinischen Landesmuseum Trier. Ägyptologische und medizinische Forschung, Trèves, ISBN 978-3-923319-53-4.